# Родріго Каро
Родріго Каро (ісп. Rodrigo Caro; нар. 1573 — пом. 10 серпня 1647) — іспанський поет, історик, археолог, правознавець, священик Золотої доби Іспанії.

## Біографія
Родріго Каро отримав освіту в Університеті Осуна.
Згодом став католицьким священиком і займав різні церковні посади. Найвище церковне звання — Генеральний вікарій архієпископа Севільського.
Автор творів:
- Santuario de Nuestra señora de consolacion у Antiguedad de la villa de Urtera — Осуна, 1622;
- Flavi Luci Dextri historiae quae extant fragmenta — Севілья, 1634;
- доповнення до Memorial historico Мадридської історичної академії — 1851.

Родріґо Каро автор історичної поеми «Ода руїнам Італіки», також складав сонети, був перекладачем класичних творів.